# Rue Robert Willame
La rue Robert Willame est une rue sans issue de la commune d'Auderghem (Bruxelles, Belgique) qui aboutit chaussée de Wavre sur une longueur de 300 mètres.

## Historique et description
En janvier 1908, la commune avait décidé de construire un complexe scolaire dans ses alentours. 
Un concours permit de départager les architectes. En mai 1908, le jury sélectionna Henri Jacobs, qui avait une réputation de construction de bâtiments publics et d’écoles. Le chantier débuta en 1910 et l'inauguration eut lieu le 28 décembre 1913. Le Centre scolaire du Souverain s’apparente aux œuvres ultérieures en style Art nouveau.
Il fallait aménager des rues pour rallier l'école. Trois nouvelles voies apparurent : 
- la rue de l’Application ;
- la rue des Écoliers ;
- la rue du Docteur.

La rue du Docteur longeait l'ancienne ligne ferroviaire Bruxelles-Tervuren. Elle figure déjà dans un plan communal, le 26 décembre 1908. En 1910, on voulut la prolonger jusqu'à la chaussée de Watermael. Les deux tronçons auraient formé une longue rue du Docteur, mais la liaison ne se fit jamais. 
La petite partie devint la rue des Travailleurs le 11 décembre 1910. Elle changea, le 16 juin 1916 en rue du Docteur prolongée.
Le 11 novembre 1946, le collège échevinal décida de changer le nom de cette rue en celui d'une victime de guerre, abandonnant le nom de rue du Docteur au petit tronçon précité.

### Origine du nom de la rue
Le nom de la rue vient du résistant Robert Willame, né le 9 mai 1901 à Forges, exécuté en janvier 1945 à Albertstadt en Allemagne lors de la Seconde Guerre mondiale[réf. souhaitée]. Il était domicilié en la commune d'Auderghem, avenue des Passereaux n° 31.